# Meles d'Atenes
Meles d'Atenes (en llatí Meles, en grec antic Μέλης) fou el pare del poeta ditiràmbic Cinèsies i ell mateix era poeta ditiràmbic d'importància secundària.
Ferècrates el menciona i diu d'ell que era el pitjor de tots els poetes que s'acompanyaven amb cítara de la seva època. Plató, a Gòrgies, diu que les seves recitacions no agradaven i molestaven a l'audiència.